# Seznam zimbabvejskih pesnikov
Seznam zimbabvejskih pesnikov.

## C
- Samuel Chimsoro

## E
- John Eppel

## H
- Chenjerai Hove

## M
- Dambudzo Marechera
- Kristina Rungano Masuwa
- Timothy O. McLoughlin
- Solomon Mutswairo

## N
- Emmanuel Ngara
- Freedom Nyamubaya
- Albert Nyathi
- Pathisa Nyathi

## S
- Ndabezinhle Sigogo

## W
- Bart Wolffe

## Z
- Musaemura B. Zimunya